# Ron Pundak
Ron Pundak (en hébreu : רון פונדק), né le 14 mai 1955 et mort le 11 avril 2014, est un historien et journaliste israélien. Il a joué un rôle important dans le lancement du processus de paix d’Oslo en 1993 et a fait partie du groupe central à l’origine de l’initiative de Genève. Pundak était le directeur exécutif du Centre Peres pour la Paix à Tel Aviv-Yafo et co-président de son Forum des ONG de paix israélo-palestiniennes. Il a siégé au conseil d’administration du Groupe Aix.

## Biographie
Ron Pundak est né à Tel Aviv. Ses parents sont des immigrants juifs danois. Il était le fils d’Herbert Pundik, un journaliste et auteur américano-danois. En 1991, Pundak a obtenu un doctorat en histoire politique du Moyen-Orient à l’Université de Londres.
Après son retour en Israël, il a travaillé comme journaliste au quotidien israélien Haaretz pendant un an. Avec son collègue universitaire Yair Hirschfeld, il a fondé une ONG appelée Economic Cooperation Foundation (ECF), à travers laquelle ils ont établi des relations avec les dirigeants palestiniens, ce qui a finalement conduit au processus de paix d’Oslo. En 2001, Pundak est devenu directeur général du Centre Peres pour la Paix à Tel Aviv-Yafo, un poste qu’il a occupé jusqu’en 2011,.
Pundak est décédé à l’âge de 58 ans le 11 avril 2014 après une longue période de cancer. Sa fille May Pundak est miltante pour la paix.